# Vågform

Exempel på vågformer:
Sinusvåg (röd)
Fyrkantsvåg (grön)
Triangelvåg (blå)
Sågtandsvåg (lila).

En sågtandsvåg approximerat med ett tilltagande antal övertoner.

En fyrkantsvåg approximerat med ett tilltagande antal övertoner.

En triangelvåg approximerat med ett tilltagande antal övertoner.

Med vågform avses den grafiska formen hos en periodisk, med jämna mellanrum lika återkommande, förändring i ett fysiskt medium. Ofta en elektrisk spänning som kan synliggöras med hjälp av ett oscilloskop.
Sågtandsvåg och fyrkantsvåg är i idealiserad form inte en kontinuerlig funktion och kan därför inte vara lösningar av någon vågekvation. En fyrkantsvåg är ett exempel på en binär signal som bara kan anta värdena hög eller låg, på eller av.